# Augusto Rademaker
Augusto Hamann Rademaker Grünewald (11 mai 1905, Rio de Janeiro - 1985, Rio de Janeiro), amiral brésilien et président du Conseil de Gouvernement militaire du Brésil du 14 octobre 1969 au 29 octobre 1969 (associé à Aurélio Tavares et à Márcio de Melo) et vice-président du Brésil de 1969 à 1974 du parti Arena. Il fait partie de la junte militaire du 30 août 1969 au 30 octobre de la même année.
Même s'il a été "investi" président par les militaires, il n'existe aucune référence à cette période dans le registre des prises de fonction (Livro de Posse). La junte militaire, au pouvoir en 1969, a enregistré son investiture à la présidence dans un Acte institutionnel, et non en termes de prise de fonction.
Comme ministre de la Marine, il assuma donc la direction temporaire du gouvernement, par l'Acte Institutionnel nº 12/69, pendant la période d'indisponibilité du président de la République.